# Samogłoska półprzymknięta tylna zaokrąglona
Samogłoska półprzymknięta tylna zaokrąglona – typ samogłoski spotykany w językach naturalnych. Symbol, który przedstawia ten dźwięk w Międzynarodowym Alfabecie Fonetycznym, to o.

## Przykłady
- język niemiecki:
  - Phonologie [ˌfonoloˈgiː] („fonologia”),
  - Kohl [kʰo:l] („kapusta”),
  - monoton [moˑnoˑˈtoːn] („monotonny”);
- język perski: تو [to] („ty”);
- język włoski: fóro [fo:ro] („dziura”);
- w języku polskim jako alofon samogłoski [ɔ] między spółgłoskami miękkimi: przedwiośnie [pʃɛd'vjoɕɲe].

W niektórych językach występuje samogłoska średnia tylna zaokrąglona, nieposiadająca odrębnego symbolu IPA, zapisywana [o̞], kiedy niezbędne jest rozróżnienie:
- język czeski: oko [o̞ko̞],
- język hiszpański: todo [ˈt̪o̞ð̞o̞] („wszystko”),
- język rosyjski: сухой [sʊˈxo̞j] („suchy”),
- język maryjski: комбо [kombo] („gęś”).